# Gemuruh (Bawang)
Gemuruh is een bestuurslaag in het regentschap Banjarnegara van de provincie Midden-Java, Indonesië. Gemuruh telt 5310 inwoners (volkstelling 2010).